# 恐怖 (政治)

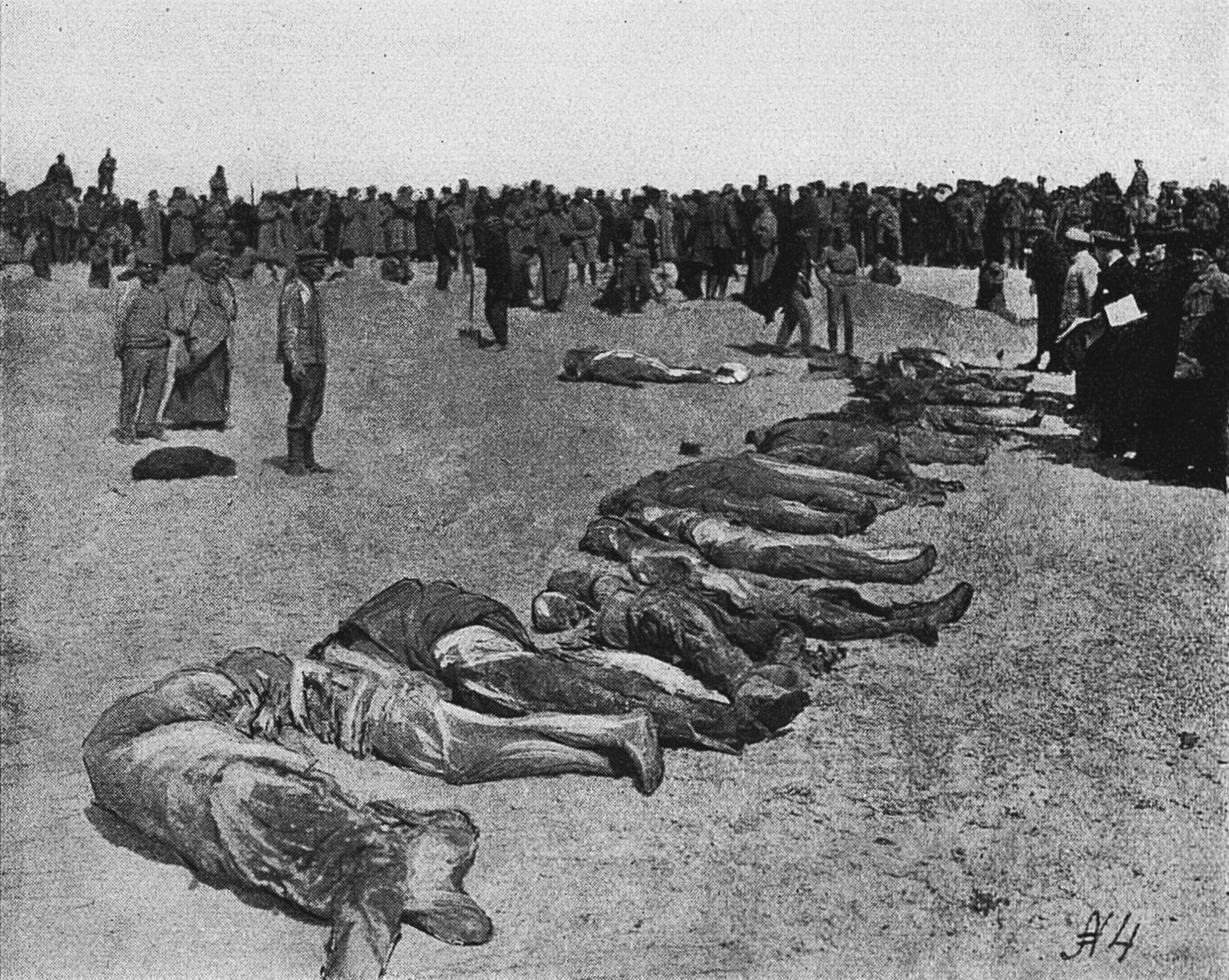
1918年克里米亚红色恐怖的受害者

在政治中，恐怖（法語：terreur）是一种针对异见者的迫害和暴力政策。这个词源于法国大革命中的恐怖时期。
二十世纪晚期之前，英语中的“恐怖主义”一词经常与“恐怖”交替使用。一些当代作家使用“恐怖主义”一词来指代政治基础有限的团体或处于非对称作战和政治恐怖中的弱势政党的行为，指通常在国家司法框架内的政府人员和执法官员的行为。其他人士认为国家恐怖主义为恐怖主义的分支。

## 革命或反革命恐怖
革命恐怖，又称“红色恐怖”，常被革命政权用于镇压反革命势力。第一起革命恐怖是1794年法国大革命中的恐怖时期。其他知名事例有1918年至1922年间苏俄的红色恐怖，以及同时在匈牙利苏维埃共和国和芬兰内战。而在中国的红色恐怖中，以在1966年发生的文革最为知名。
反革命恐怖通称“白色恐怖”。知名事例有1794-1795年间的法国、1917年至1920年间的俄罗斯、1919年至1921年间的匈牙利、以及西班牙白色恐怖。现代的反革命恐怖例子有南美洲的秃鹰行动。

## 恐怖和恐怖主义
大卫·福特指出，恐怖与恐怖主义之间的主要区别在于，虽然恐怖的邪恶程度相对中性（即强盗、强奸犯甚至军人实施的随机暴力），但恐怖主义具有额外的政治或道德维度，即系统地使用有组织的团体对非战斗人员进行随机集中的暴力，以实现政治目标。

然而查尔斯·蒂利将“恐怖”定义为一种政治手段，其将政治恐怖定义为“使用不属于当前政权常规运作的政治斗争形式的手段对敌人实施威胁和暴力的不对称部署”，范围如下：

1. 参与更广泛的政治斗争的团体成员的间歇性行动；
2. 有组织的胁迫专家（包括受雇于政府或接受政府资助），作为当局作案手法的一部分；
3. 不同的、坚定的团体和活动家组成网络的主要理由。

根据蒂莉的说法，“恐怖”一词涵盖了广泛的人类暴行，从斯大林的大清洗到巴斯克分离主义者和爱尔兰共和军等团体的秘密袭击，甚至是种族清洗和种族灭绝。